# NGC 1648
NGC 1648 é uma galáxia lenticular (S0) localizada na direcção da constelação de Eridanus. Possui uma declinação de -08° 28' 42" e uma ascensão recta de 4 horas, 44 minutos e 34,7 segundos.
A galáxia NGC 1648 foi descoberta em 29 de Dezembro de 1885 por Lewis A. Swift.